# ラヂオ快晴午後のマキ
ラヂオ快晴午後のマキ（ラジオかいせい ごごのマキ）は、2005年4月2日から2009年4月4日秋田放送（ABSラジオ）で放送されていたラジオ番組（ローカル番組）である（通称：ゴゴマキ）。土曜14:00 - 16:00まで生放送されており以前は16:50までだった。

## パーソナリティー
ミヤギテレビの元アナウンサーでフリーキャスターの工藤牧子が務めている。2003年にアキレス腱を傷めて出演できなかった時期があった。そのときは、佐藤美知子アナウンサーが代役を務めた。

## 番組内容
週ごとにテーマを決め、それについて聴取者からファックス、メールなどをもらって紹介、トークする。リクエスト音楽も同時に受け付けている。幅広い年齢層に人気がある番組である。先週読めなかったメールなどは（テーマが変わっていても）次週に紹介することが多く、聴取者を大切にしているという点も人気番組の要因だと思われる。工藤牧子が面白い発言をすると、番組スタッフからはっきりと聞こえるほどの笑いが飛んでくる。

## 秋田放送ラジオの土曜ワイド枠
もともと土曜日は『ラヂオ快晴 土曜日』と名の付く番組が3本放送されており、午前7:00 - 10：20までの『ラヂオ快晴 土曜日・朝』、12:00 - 13：50までの『ラヂオ快晴 土曜日・昼』、そして当番組である。
- 秋田放送ラジオの土曜午後の時間は13時00分 - 17時00分(JST）であり、基本的には音楽番組が中心とされていた。

同記事は分割化された番組のひとつであり、現在では「フルーツサタデー」「大人のための週刊Radio」とこの番組が放送されている。

### 過去番組
- 音楽情報局 土曜はキャベツクラブ（1990年4月 - 1998年3月）
- わいわいワイド サタデーリクエスト（1985年 - 1990年3月）

| 秋田放送（ABSラジオ） 土曜午後枠                          | 秋田放送（ABSラジオ） 土曜午後枠               | 秋田放送（ABSラジオ） 土曜午後枠                 |
| 前番組                                                    | 番組名                                         | 次番組                                           |
| --------------------------------------------------------- | ---------------------------------------------- | ------------------------------------------------ |
| 音楽情報局 土曜はキャベツクラブ （1990年4月 - 1998年3月） | ラヂオ快晴午後のマキ （1998年4月 - 2009年3月） | ラジオ快晴GO!GO!のマキ （2009年4月 - 2020年3月） |